# Ricardo Roberty
Ricardo Antonio Roberty Moreno (ur. 12 grudnia 1982) – wenezuelski zapaśnik. Olimpijczyk z Londynu 2012, gdzie zajął jedenaste miejsce w kategorii 74 kg.
Piąty na mistrzostwach świata w 2011. Brązowy medal na igrzyskach panamerykańskich w 2011. Siedem medali w mistrzostwach panamerykańskich. Mistrz igrzysk Ameryki Południowej w 2006-2010. Zwycięzca igrzysk Ameryki Środkowej i Karaibów w 2010 i igrzysk boliwaryjskich w 2005, 2009 i 2013 roku.
Jego żoną od 2013 roku jest zapaśniczka Marcia Andrades. Zapaśnik José Díaz to jego kuzyn a César Roberty to brat